# Język ojczysty
Język ojczysty, także: język pierwszy, język rodzimy, język wyjściowy – pierwszy poznawany i doświadczany przez człowieka język, a precyzyjniej – rodzima odmiana językowa, w której porozumiewa się z otoczeniem. Mowa ojczysta ma znaczący udział w poznawaniu świata i kształtowaniu osobowości, powodując, że człowiek utożsamia się z nią, a w dorosłym życiu zazwyczaj w niej myśli, śni, liczy, modli się, a także przeklina.

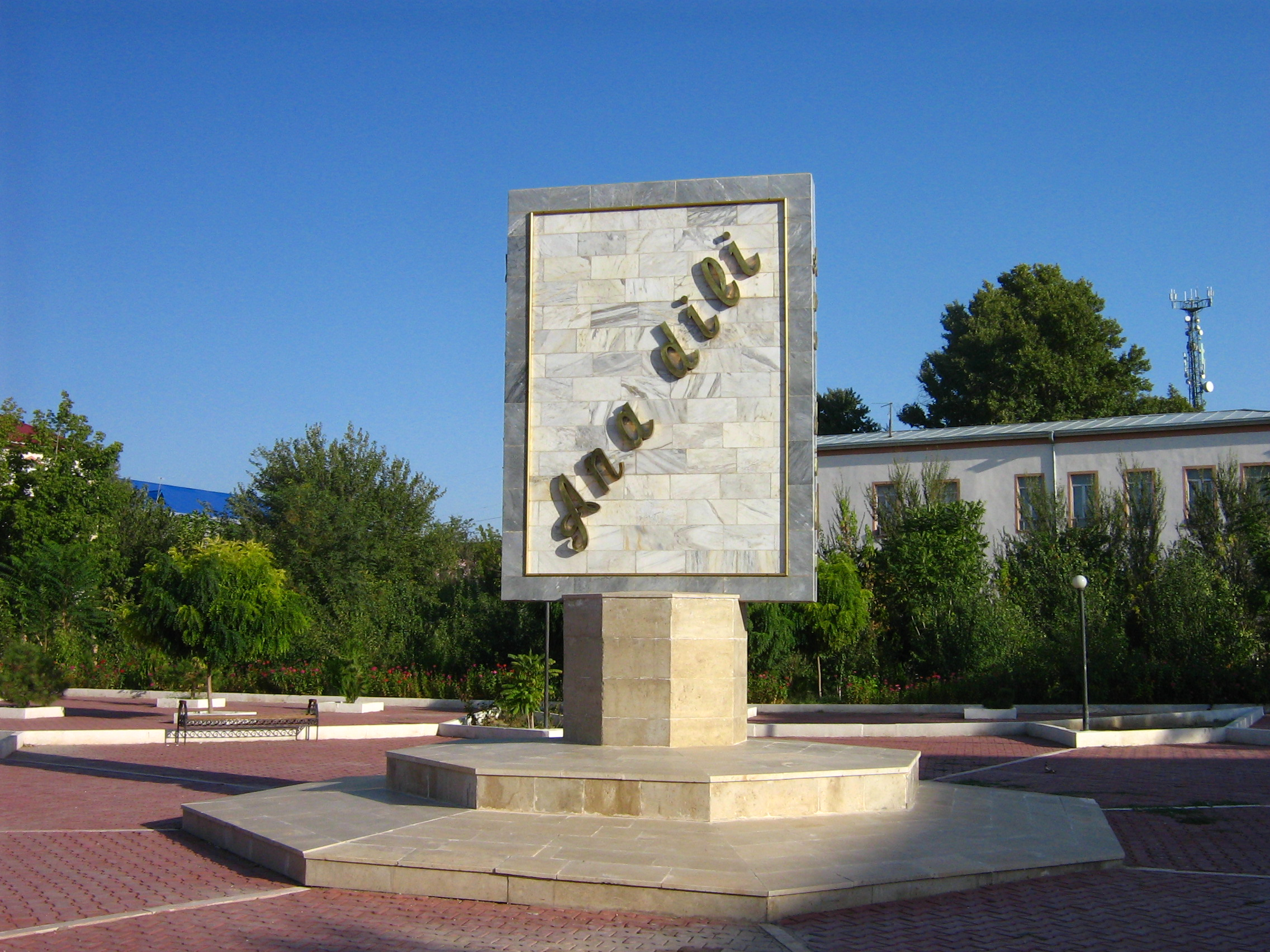
Pomnik języka ojczystego w Azerbejdżanie

Każdą mowę (dialekt, socjolekt) można opanować jako język ojczysty lub inny. W literaturze naukowej występują następujące pary określeń: język ojczysty – język obcy, język pierwszy – język drugi, język wyjściowy (źródłowy) – język docelowy. Osobę, dla której dana forma mowy pełni funkcję języka ojczystego, określa się mianem native speakera.
Każde normalne, słyszące dziecko jest zdolne do nauczenia się języka otoczenia, w którym przebywa od chwili narodzin. Nie musi to być język jego biologicznych rodziców. Proces ten ma charakter uniwersalny. Dzieci przechodzą kolejne etapy rozwoju mowy – od gaworzenia po poprawne wysławianie się, które stwierdza się niezależnie od przyswajanego języka. Wśród badaczy przeważa twierdzenie, że czterolatek ma już opanowane podstawy języka, siedmiolatek posiada wiedzę o gramatyce i systemie fonetycznym w około 80%, natomiast pełna kompetencja językowa i komunikacyjna jest osiągana dopiero w wieku szkolnym. We wszystkich społecznościach językowych rozwój kompetencji językowych następuje w podobny sposób, niezależnie od obiegowych wyobrażeń na temat „trudności” języka. Nie istnieją społeczności, w których przyswojenie mowy nie byłoby możliwe np. przed osiągnięciem wieku młodzieńczego.
Niekompletne przyswojenie własnego języka sprawia kłopoty podczas późniejszej nauki mowy. Znane są przypadki dzieci, które żyły w odosobnieniu i nie nauczyły się mówić, np. Kaspar Hauser. Późniejsze próby nauczenia ich jakiegokolwiek języka zakończyły się niepowodzeniem.

## Pojęcienative speakera
Artykuł zatytułowany „The Native Speaker: An Achievable Model?” opublikowany przez „Asian EFL Journal” wyróżnia sześć ogólnych pryncypiów odnoszących się do definicji native speakera (rodzimego/rodowitego użytkownika języka). Zgodnie z treścią artykułu prawidła te są akceptowane przez specjalistów językowych w środowiskach naukowych. Do cech native speakera mają należeć:
1. przyswojenie języka we wczesnym dzieciństwie,
2. posiadanie intuicyjnej znajomości języka,
3. umiejętność prowadzenia swobodnego i spontanicznego dyskursu,
4. umiejętność sprawnej komunikacji w różnych kontekstach społecznych,
5. poczucie więzi lub przynależność do pewnej społeczności językowej,
6. brak obcego akcentu.

Typowy native speaker posługuje się swoim rodzimym dialektem doskonale pod względem gramatyki, niezależnie od posiadanych umiejętności piśmiennych. W mowie native speakerów zdarzają się jednak przejęzyczenia (błędy performancji), które native speaker potrafi z założenia poprawić. Mowa native speakera nie musi ponadto odpowiadać społecznym wyobrażeniom, np. dialektowi standardowemu, uzusowi literackiemu czy też mowie klasy wyższej, które często służą za wzorce tzw. poprawności językowej.